# FDGB-Pokal 1970/71
Der FDGB-Fußballpokal wurde in der Saison 1970/71 zum 20. Mal ausgespielt.
Zu Beginn des Wettbewerbs standen die 23 Spiele der I. Hauptrunde. An ihr waren wie in den Vorjahren die 15 Bezirkspokalsieger, 29 Mannschaften der zweitklassigen DDR-Liga und die beiden Oberligaabsteiger jeweils aus der vorherigen Spielzeit 1969/70 vertreten. Der DDR-Ligavertreter BSG Kernkraftwerk Greifswald hatte ein Freilos. Der Spielmodus sah vor, dass nach einem Unentschieden nach 90 Minuten das Spiel zunächst verlängert wurde. Gab es danach immer noch keinen Sieger, wurde die Begegnung auf des Gegners Platz wiederholt und gegebenenfalls erneut verlängert. Herrschte nach 120 Minuten immer noch Gleichstand, zog laut DFV-Reglement die unterklassige Mannschaft in die nächste Runde ein. Gehörten beide Teams der gleichen Spielklasse an, wurde zur endgültigen Entscheidung ein Elfmeterschießen angesetzt.
In der II. Hauptrunde griffen die Mannschaften der DDR-Oberliga in den Wettbewerb ein. Chemie Leipzig, Sachsenring Zwickau, Stahl Riesa und Pokalverteidiger Vorwärts Berlin schieden sofort aus. Im Achtelfinale schieden mit den 2. Mannschaften des 1. FC Union Berlin und des FC Karl-Marx-Stadt die letzten Bezirkspokalsieger aus. Von den noch im Wettbewerb befindlichen vier DDR-Ligisten konnte sich nur die BSG Aktivist Schwarze Pumpe durch einen 2:1-Sieg über den Oberligisten Wismut Aue für das Viertelfinale qualifizieren.
Der Vorjahresfinalist 1. FC Lokomotive Leipzig schied im Viertelfinale nach einer 1:2-Niederlage beim FC Carl Zeiss Jena ebenso aus, wie DDR-Ligist Schwarze Pumpe. Im Finale kam es zu einem reinen Dynamo-Duell, da sowohl der neue DDR-Meister Dynamo Dresden (3:2 in Magdeburg) wie auch der BFC Dynamo (2:1 über Jena) ihre Halbfinalespiele siegreich gestalten konnten.

## I. Hauptrunde
Die Spiele fanden am 9. August 1970 statt.
|                               | Ergebnis  |                                   |
| ----------------------------- | --------- | --------------------------------- |
| SG Dynamo Dresden II *        | 2:0       | FC Karl-Marx-Stadt                |
| BSG Aufbau Schwedt *          | 0:2       | BSG Stahl Eisenhüttenstadt        |
| BSG Motor Hennigsdorf *       | 2:3 n. V. | Berliner FC Dynamo II             |
| BSG Aktivist Schwarze Pumpe * | 3:0       | BSG Chemie Wolfen                 |
| ASG Vorwärts Perleberg *      | 0:4       | SG Dynamo Schwerin                |
| BSG Lokomotive Bergen *       | 0:4       | BSG Post Neubrandenburg           |
| BSG Lokomotive Malchin *      | 1:2       | FC Hansa Rostock II               |
| 1. FC Union Berlin II *       | 2:1       | ASG Vorwärts Cottbus              |
| BSG Stahl Blankenburg *       | 3:2       | BSG Lokomotive Stendal            |
| BSG Chemie Buna Schkopau *    | 1:3       | BSG Wismut Gera                   |
| BSG Motor Sömmerda *          | 1:4       | ASG Vorwärts Meiningen            |
| FC Karl-Marx-Stadt II *       | 1:0       | FSV Lokomotive Dresden            |
| BSG Wismut Gera II *          | 3:1       | BSG Motor Steinach                |
| BSG Chemie Leipzig II *       | 3:0       | BSG Motor Wema Plauen             |
| BSG Motor Bad Liebenstein *   | 0:1       | BSG Sachsenring Zwickau II        |
| BSG Stahl Eisenhüttenstadt II | 1:3       | BSG Energie Cottbus               |
| BSG Motor Hermsdorf           | 3:2 n. V. | BSG Chemie Böhlen                 |
| 1. FC Magdeburg II            | 2:3       | SG Dynamo Eisleben                |
| ASG Vorwärts Neubrandenburg   | 2:1       | FC Vorwärts Berlin II             |
| TSG Wismar                    | 1:3       | ASG Vorwärts Stralsund            |
| BSG Motor Nordhausen West     | 2:0       | Hallescher FC Chemie II           |
| ASG Vorwärts Leipzig          | 1:1 n. V. | FC Carl Zeiss Jena II             |
| BSG Motor Eisenach            | 1:1 n. V. | BSG Aktivist Kali Werra Tiefenort |
| BSG KKW Nord Greifswald       | Freilos   |                                   |

### Wiederholungsspiele
|                                   | Ergebnis |                      |
| --------------------------------- | -------- | -------------------- |
| FC Carl Zeiss Jena II             | 2:1      | ASG Vorwärts Leipzig |
| BSG Aktivist Kali Werra Tiefenort | 2:1      | BSG Motor Eisenach   |

## Ausscheidungsrunde
Die Spiele fanden am 7. Oktober 1970 statt.
|                             | Ergebnis  |                                   |
| --------------------------- | --------- | --------------------------------- |
| BSG Stahl Blankenburg *     | 0:1       | BSG Wismut Gera                   |
| BSG Wismut Gera II *        | 1:1 n. V. | FC Carl Zeiss Jena II             |
| ASG Vorwärts Neubrandenburg | 2:1       | BSG KKW Nord Greifswald           |
| BSG Stahl Eisenhüttenstadt  | 3:1       | BSG Energie Cottbus               |
| Berliner FC Dynamo II       | 4:3       | BSG Post Neubrandenburg           |
| ASG Vorwärts Meiningen      | 6:2       | BSG Aktivist Kali Werra Tiefenort |

### Wiederholungsspiel
|                       | Ergebnis |                      |
| --------------------- | -------- | -------------------- |
| FC Carl Zeiss Jena II | 2:0      | BSG Wismut Gera II * |

## II. Hauptrunde
Die Spiele fanden am 17. Oktober 1970 statt.
|                               | Ergebnis  |                           |
| ----------------------------- | --------- | ------------------------- |
| BSG Chemie Leipzig II *       | 2:4       | FC Rot-Weiß Erfurt        |
| SG Dynamo Dresden II *        | 1:3       | Hallescher FC Chemie      |
| 1. FC Union Berlin II *       | 1:0       | Berliner FC Dynamo II     |
| FC Karl-Marx-Stadt II *       | 2:2 n. V. | FC Vorwärts Berlin        |
| BSG Aktivist Schwarze Pumpe * | 2:0 n. V. | BSG Stahl Riesa           |
| FC Carl Zeiss Jena II         | 3:2       | BSG Motor Nordhausen West |
| SG Dynamo Eisleben            | 2:3 n. V. | SG Dynamo Dresden         |
| ASG Vorwärts Neubrandenburg   | 0:2       | 1. FC Union Berlin        |
| ASG Vorwärts Meiningen        | 0:1       | BSG Wismut Aue            |
| BSG Stahl Eisenhüttenstadt    | 2:0       | BSG Chemie Leipzig        |
| BSG Motor Hermsdorf           | 0:2       | FC Carl Zeiss Jena        |
| FC Hansa Rostock II           | 1:2       | Berliner FC Dynamo        |
| BSG Wismut Gera               | 2:1       | BSG Sachsenring Zwickau   |
| ASG Vorwärts Stralsund        | 1:2       | 1. FC Magdeburg           |
| SG Dynamo Schwerin            | 1:2       | FC Hansa Rostock          |
| BSG Sachsenring Zwickau II    | 0:2       | 1. FC Lok Leipzig         |

### Wiederholungsspiel
|                    | Ergebnis  |                         |
| ------------------ | --------- | ----------------------- |
| FC Vorwärts Berlin | 1:1 n. V. | FC Karl-Marx-Stadt II * |

## Achtelfinale
Die Spiele fanden am 13. Dezember 1970 statt.
|                             | Ergebnis  |                            |
| --------------------------- | --------- | -------------------------- |
| 1. FC Union Berlin II *     | 1:3       | Hallescher FC Chemie       |
| FC Karl-Marx-Stadt II *     | 1:2       | 1. FC Lokomotive Leipzig   |
| BSG Aktivist Schwarze Pumpe | 2:1       | BSG Wismut Aue             |
| FC Carl Zeiss Jena          | 6:2       | 1. FC Union Berlin         |
| SG Dynamo Dresden           | 2:0       | FC Rot-Weiß Erfurt         |
| Berliner FC Dynamo          | 1:0       | BSG Wismut Gera            |
| 1. FC Magdeburg             | 4:0       | FC Carl Zeiss Jena II      |
| FC Hansa Rostock            | 0:0 n. V. | BSG Stahl Eisenhüttenstadt |

### Wiederholungsspiel
|                            | Ergebnis |                  |
| -------------------------- | -------- | ---------------- |
| BSG Stahl Eisenhüttenstadt | 0:1      | FC Hansa Rostock |

## Viertelfinale
Die Spiele fanden am 6./7. März 1971 statt.
|                    | Ergebnis |                             |
| ------------------ | -------- | --------------------------- |
| FC Carl Zeiss Jena | 2:1      | 1. FC Lokomotive Leipzig    |
| 1. FC Magdeburg    | 2:1      | FC Hansa Rostock            |
| Berliner FC Dynamo | 2:0      | Hallescher FC Chemie        |
| SG Dynamo Dresden  | 2:0      | BSG Aktivist Schwarze Pumpe |

## Halbfinale
Die Spiele fanden am 12. Mai 1971 statt.
|                    | Ergebnis |                    |
| ------------------ | -------- | ------------------ |
| 1. FC Magdeburg    | 2:3      | SG Dynamo Dresden  |
| Berliner FC Dynamo | 1:0      | FC Carl Zeiss Jena |

## Finale

### Statistik
| Paarung        | Dynamo Dresden – BFC Dynamo |
| Ergebnis       | 2:1 n. V. (1:1, 0:0) |
| Datum          | 20. Juni 1971 |
| Stadion        | Kurt-Wabbel-Stadion, Halle (Saale) |
| Zuschauer      | 10.000 |
| Schiedsrichter | Rudi Glöckner (Markranstädt) |
| Tore           | 1:0 Sammer (65.) 1:1 Johannsen (71., Strafstoß) 2:1 Sammer (118.) |
| Dynamo Dresden | Manfred Kallenbach – Hans-Jürgen Dörner – Wolfgang Haustein, Klaus Sammer, Frank Ganzera – Uwe Ziegler, Horst Rau (106. Siegmar Wätzlich), Hans-Jürgen Kreische – Dieter Riedel (100. Gert Heidler), Eduard Geyer, Rainer Sachse Cheftrainer: Walter Fritzsch              |
| BFC Dynamo     | Werner Lihsa – Bernd Brillat – Dieter Stumpf, Wilfried Trümpler, Joachim Hall – Wolfgang Filohn, Frank Terletzki, Peter Rohde, Harald Schütze (73. Frank Fleischer) – Dietmar Labes, (104. Peter Lyszczan), Norbert Johannsen Cheftrainer: Fritz Bachmann, Günter Schröter |

### Spielverlauf
Das Dynamo-Duell der beiden Mannschaften aus Dresden und Berlin fand in dem nur zu einem Drittel gefüllten Hallenser Kurt-Wabbel-Stadion wenig Zuschauerinteresse. Klarer Favorit war die SG Dynamo Dresden, die sich bereits die DDR-Meisterschaft gesichert hatte und mit Sammer, F. Ganzera sowie Kreische drei aktuelle Nationalspieler aufbieten konnte. Die Mannschaft verfolgte das Ziel, erstmals in der Geschichte des DDR-Fußballs das Double – Meisterschaft und Pokal – zu erringen. Die Berliner hatten eine enttäuschende Saison hinter sich, dümpelten im unteren Mittelfeld herum und konnten vom Spielermaterial her dem Gegner nicht das Wasser reichen.
Doch wieder bewahrheitete sich die alte Weisheit, dass Pokalspiele ihren eigenen Charakter haben. Der Favorit aus Dresden fand nicht in sein Spiel. Seine Mittelfeldstrategen Kreische und Ziegler wurden von den Berlinern Filohn und Rohde kompromisslos abgeschirmt, auch Rau konnte keine Akzente setzen. So hingen die Dresdner Stürmer in der Luft und waren bei den Berliner Verteidigern gut aufgehoben. Insgesamt zeigten sich die Berliner agiler und hatten schon in den ersten zehn Minuten drei gute Tormöglichkeiten. Doch hüben wie drüben gelang es keiner Mannschaft, das Spiel tatsächlich zu ihren Gunsten zu gestalten, eine allgemeine Verkrampfung diktierte das Spiel.
So fiel das erste Tor auch nicht aus einer Kombination heraus. In der 65. Minute schoss der Dresdner Sachse einen Freistoß aus 25 Metern direkt auf das Berliner Tor, Torwart Lihsa brachte den Ball nicht unter Kontrolle, den Sammer, direkt vor dem Tor stehend, über die Linie schieben konnte. Auch der postwendende Ausgleich in der 71. Minute entsprang nicht dem Spielfluss, sondern einem Strafstoß, den Johannsen nach einem Foul von Kreische an Filohn verwandelte. Danach gelang es Dresdnern allmählich, System in ihr Spiel zu bringen, Sammer und Dörner machten jetzt aus der Deckung heraus mehr Druck, dadurch kamen ihre Flügelstürmer Riedel und Sachse besser zum Zuge. Doch auch auf der anderen Seite hatte der BFC seine Abwehr gut aufgestellt, im Mittelfeld setzten Terletzki und Rohde ihre Stürmer immer wieder gut in Szene. So gab es bis zum Ende der regulären Spielzeit ein ausgeglichenes Geschehen, allerdings ohne dass eine Mannschaft zur Entscheidung fähig war.
In der Verlängerung schienen die Berliner auf der Siegerstraße zu sein, zweimal hatte es der eingewechselte Lyszczan auf dem Fuß, das Spiel zugunsten des BFC zu entscheiden. Schließlich aber sorgte Sammer in der 118. Minute dafür, dass Dynamo Dresden seiner Favoritenrolle gerecht wurde. Geyer schlug von rechts eine Ecke vor das Berliner Tor, Sammer erreichte den Ball per Kopfstoß. Zwar kam Lihsa mit einer Hand noch an die Kugel, doch sie sprang ans untere Lattenkreuz und von dort ins Tor.
Die beiden Trainer kommentierten anschließend das Spiel wie folgt:
Walter Fritzsch (Dresden): „Das, was ich vermutet habe ist eingetreten. Es war ein typisches Pokalendspiel, das vom Kampf bestimmt wurde. Die Aufgabe, nach der Meisterschaft auch den Pokal zu holen, hat die Mannschaft etwas verkrampft. Der Sieg ist glücklich.“
Fritz Bachmann (Berlin): „Ich habe an meiner Mannschaft nur das eine auszusetzen,  dass sie die vorhandenen Chancen nicht verwertete. Ansonsten ist die Partie so verlaufen, wie wir uns das vorgestellt hatten. Wir haben die Dresdner in ihrem Aktionsradius eingeschränkt und schufen uns die nötigen Torgelegenheiten, bei denen wir allerdings versagten.“ (Deutsches Sportecho 21. Juni 1971)